# 479P/葉列寧
479P/葉列寧的臨時名稱為P/2011 NO1（葉列寧），是一顆週期彗星，估計軌道週期為13.3年。
這顆彗星於2011年7月7日被發現，當時這顆彗星距離太陽2.38天文單位，距離地球1.4天文單位，視星等為19.5等。它於2011年1月20日左右到達近日點（最接近太陽），距離太陽1.2AU。P/2011 NO1是列昂尼德·葉列寧發現的第二顆彗星。葉列寧發現的第一顆彗星是C/2010 X1彗星。 這兩顆彗星都是在CoLiTec自動探測程式的幫助下發現的。2011年7月22日，它位於人馬座時，抵達衝的位置，距離太陽178.6°。
2013年1月29日，小行星中心授予萊昂尼德·葉列寧2012年埃德加·威爾遜獎，以表彰發現彗星的業餘愛好者。
邁克·邁耶（英語：Maik Meyer）提出，泛星計劃於2023年11月18日發現的小行星2023 WM26是P/2011 NO1 (葉列寧)的回歸。這一聯繫後來得到了中野主一和丹尼爾·格林的證實。

## 外部連結
- Orbital simulation from JPL (Java) / Horizons Ephemeris （页面存档备份，存于）
- Elements and Ephemeris for P/2011 NO1 – Minor Planet Center
- Survey anniversary gift – a new comet is discovered! （页面存档备份，存于） (Leonid Elenin – SpaceObs – 19 July 2011)
- New comet P/2011 NO1 （页面存档备份，存于） (Luca Buzzi – 19 July 2011)
- New Comet: P/2011 NO1 （页面存档备份，存于） (Remanzacco Observatory – 19 July 2011)